# 列寧格勒茨卡亞區
46°19′N 39°22′E / 46.317°N 39.367°E
列寧格勒茨卡亞區（俄语：Ленинградский район），是俄羅斯的一個區，位於該國西南部，由克拉斯諾達爾邊疆區負責管轄，面積1,416平方公里，2010年人口63,505，人口密度每平方公里44.85人。